# Таубербишофсхайм
Таубербишофсхайм (нем. Tauberbischofsheim) — город в Германии, районный центр, расположен в земле Баден-Вюртемберг. 
Подчинён административному округу Штутгарт. Входит в состав района Майн-Таубер.  Население составляет 13 101 человек (на 31 декабря 2010 года). Занимает площадь 69,31 км². Официальный код  —  08 1 28 115.
Город подразделяется на 7 городских районов.

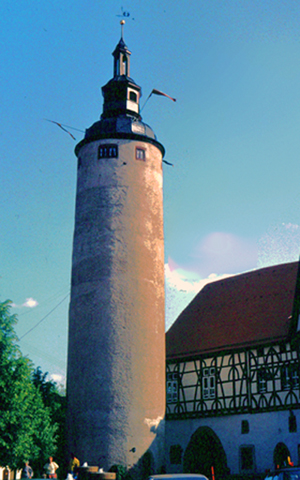
Таубербишофсхайм